# Liceu Dr. Francisco Machado

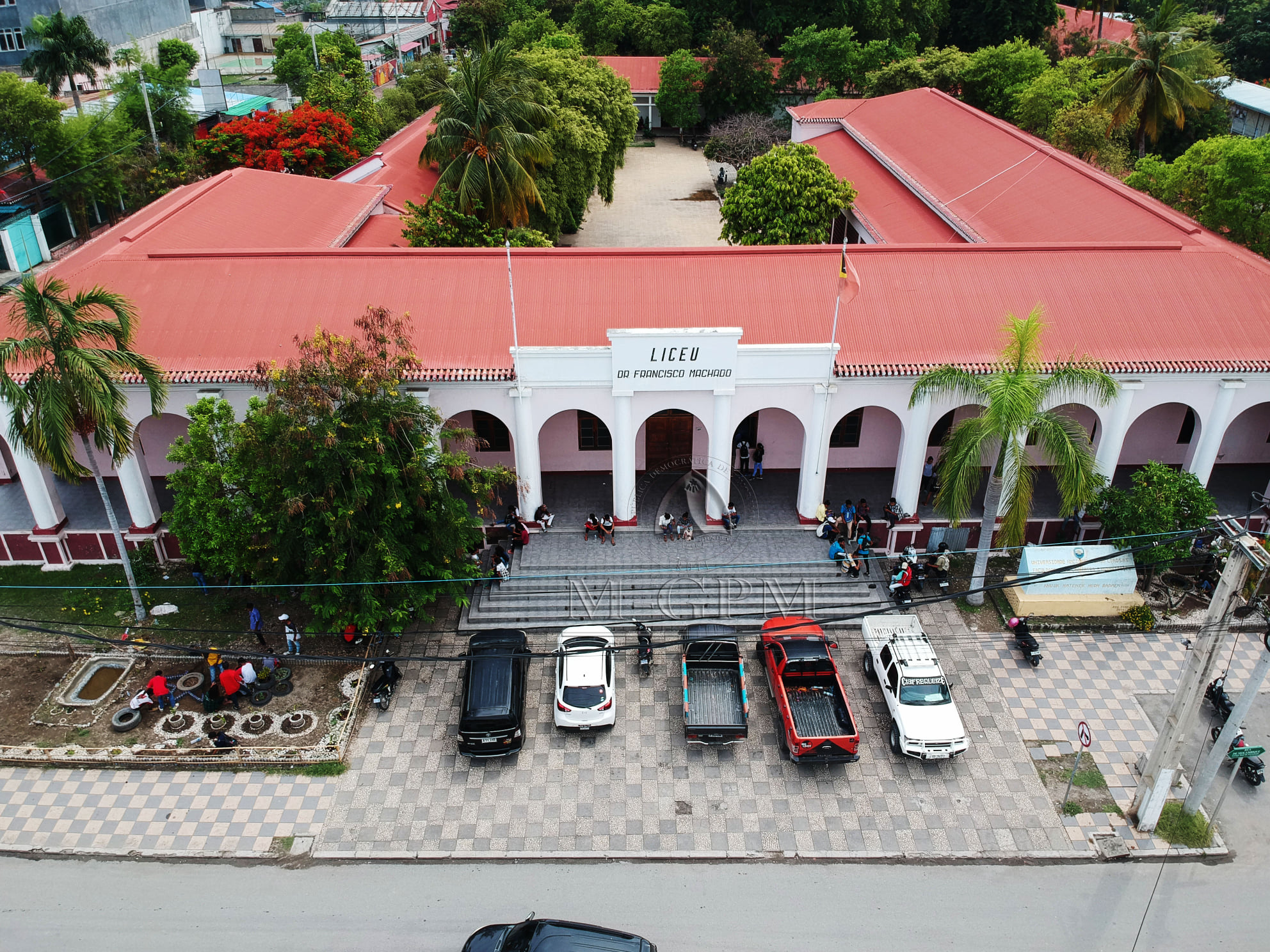
Liceu Dr. Francisco Machado (2020)

Die Liceu Dr. Francisco Machado ist ein neoklassizistisches Schulgebäude in Osttimors Hauptstadt Dili. Es befindet sich in der Rua Formosa (ehemals Avenida Cidade de Lisboa), einem Block westlich vom Nationalparlament Osttimors entfernt. Heute ist hier die Fakultät für Bildung, Kunst und Humanismus der Universidade Nasionál Timór Lorosa'e (UNTL) in dem Gebäude untergebracht.

## Geschichte

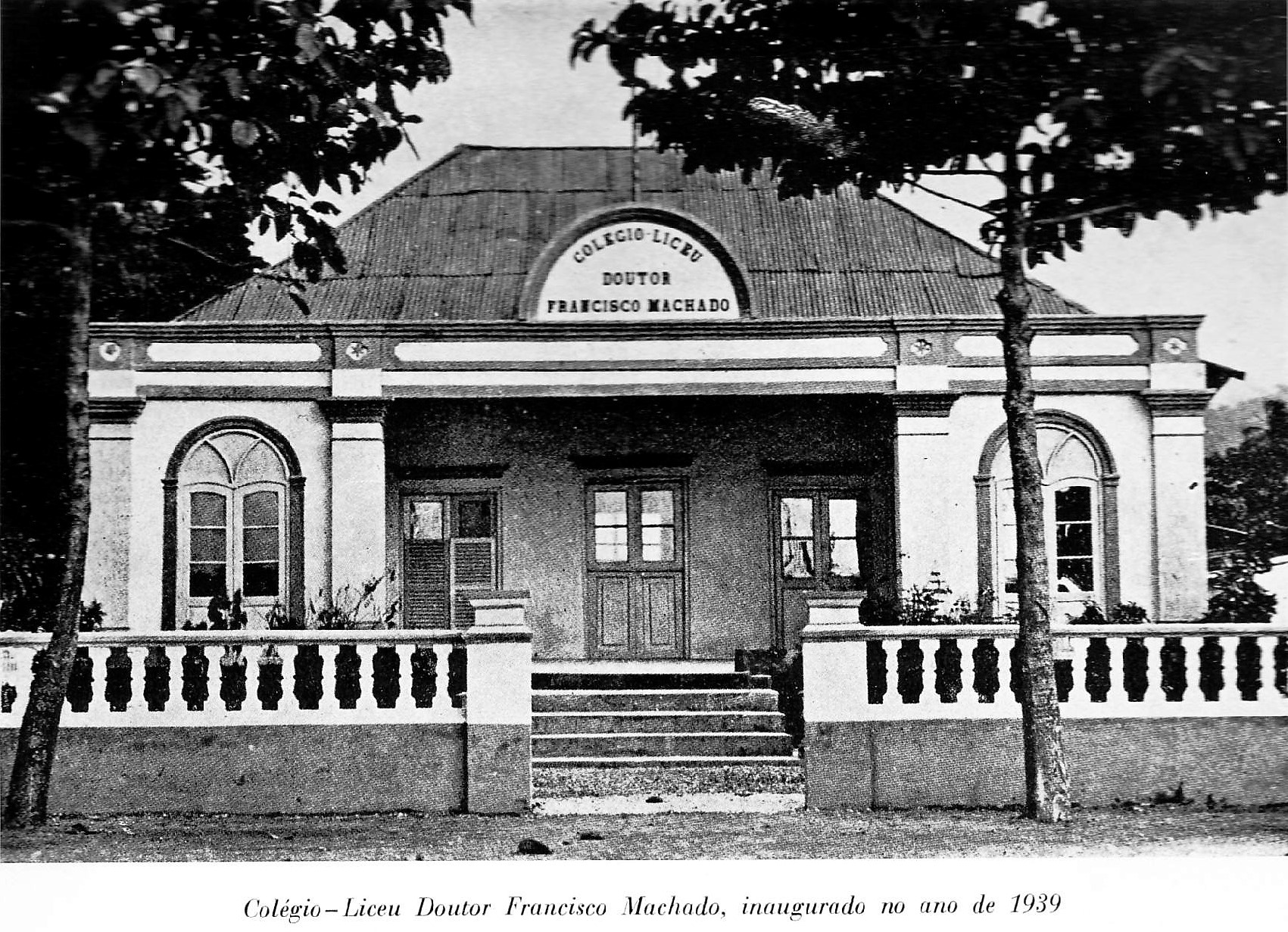
Liceu Dr. Francisco Machado (1939)

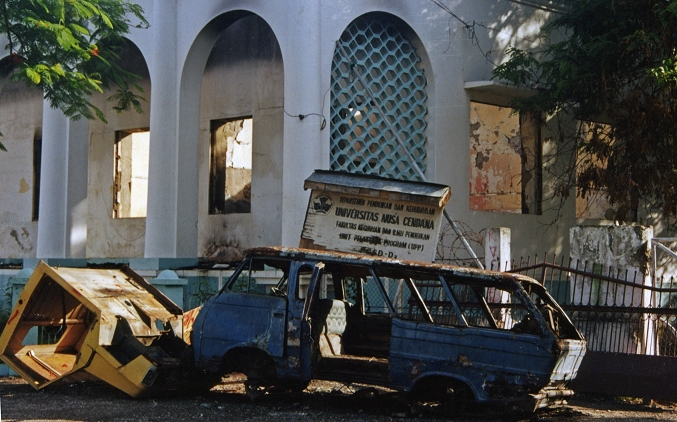
Das zerstörte Gebäude (Oktober 1999)

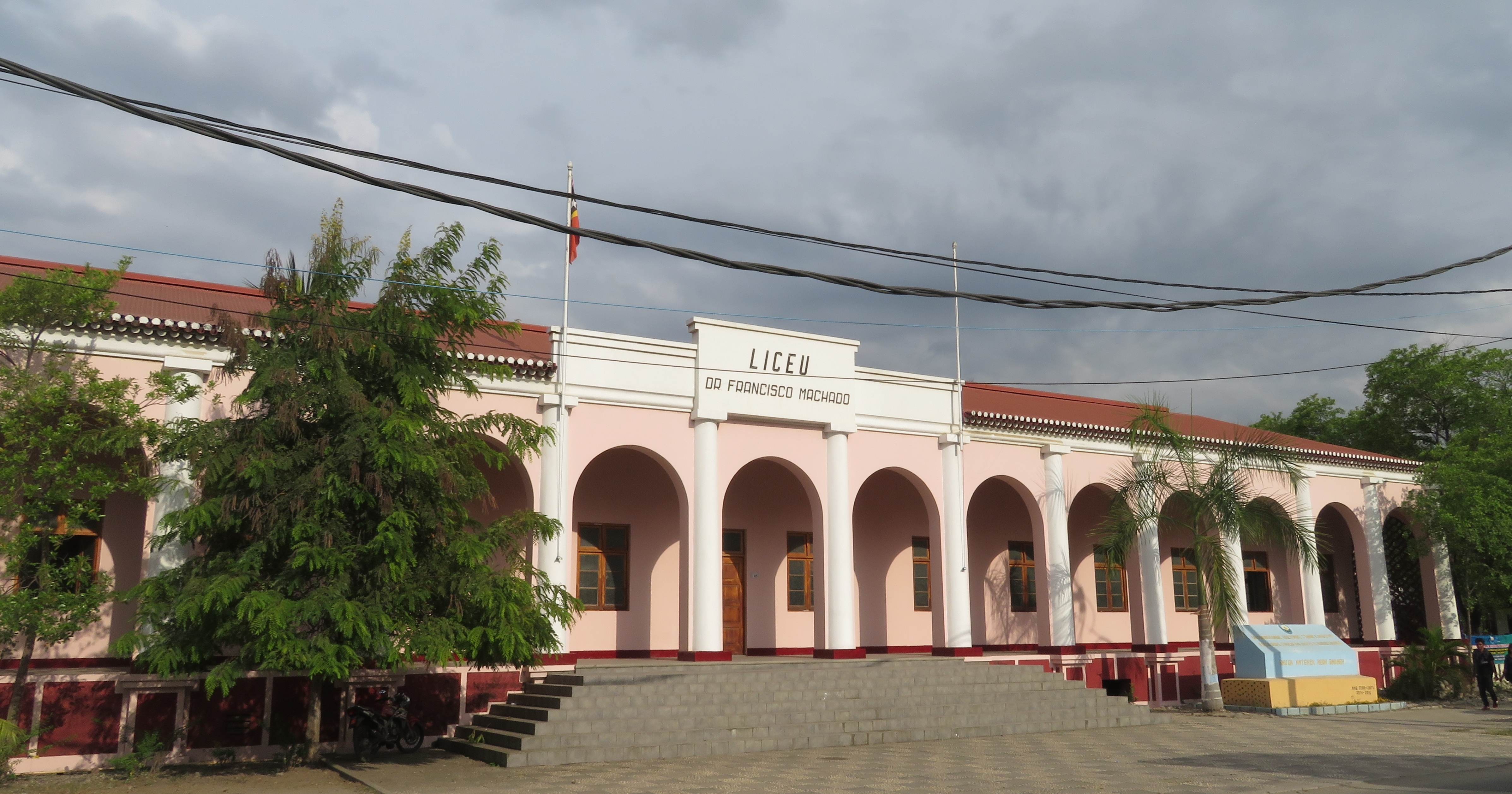
Liceu Dr. Francisco Machado (2016)

Die Schule wurde nach Francisco Vieira Machado benannt, den damaligen portugiesischen Kolonialminister (1936–1944), der für die Gründung der Schule für einheimische Timoresen verantwortlich war. Ursprünglich befand sich im Gebäude, welches zwischen 1922 und 1924 erbaut wurde, die Escola Municipal de Díli. Sie wurde im Zweiten Weltkrieg zerstört. Nach der Wiederherstellung des Gebäudes wurde die Schule 1952 als Sekundärschule wieder eröffnet und zwischen 1955 und 1956 nach Plänen von Eurico Pinto Lopes erweitert. Erstmals stand Timoresen nun auch die weiterführende Schulbildung offen. Genauer gesagt, stand diese Schule in erster Linie Mestizen zur Verfügung, trotz eines gesetzlichen Diskriminierungsverbots. So erhielten 1964 nur zehn Timoresen an der Schule einen Abschluss. Ein Absolvent war der spätere Unabhängigkeitskämpfer Nicolau dos Reis Lobato. Auch die Ministerin für Soziale Solidarität Maria Domingas Alves  und die Justizministerin Ângela Carrascalão gingen hier zur Schule.
1961 wurde das Schulgebäude aufgrund der gestiegenen Schülerzahlen vergrößert. Allerdings wurden die Pläne von Eurico Pinto Lopes und António Sousa Mendes nicht vollständig umgesetzt. Nur der Flügel an der Avenida Cidade de Lisboa wurde errichtet. Das ursprüngliche Gebäude der Gemeindeschule war im Stil der Kolonie Goa gebaut worden. Es hatte eine Arkadengalerie, geschützt von einer Balustrade. Die Säulen wurden durch Rundbögen miteinander verbunden. Der Treppenaufgang war pyramidenförmig und führte zum Haupteingang, gekrönt von einem auffälligen Ziergiebel. Die Wände waren geweißelt, die Fenster, außer jenen zur inneren Galerie hin, rahmenlos. Die Verzierungen verschwanden nach dem Wiederaufbau.
Nach der indonesischen Besetzung wurde der Schulbetrieb zunächst eingestellt. Erst 1979 wurde in dem Gebäude eine öffentliche Mittelschule (indonesisch Sekolah Pendidikan Guru Negeri, SPGN) eingerichtet. 1986 wurde die Universitas Timor Timur gegründet und ihr das Gebäude übergeben. Die Mittelschule wechselte in neue Gebäude nach Becora.
Das Gebäude des Liceus wurde während der Krise in Osttimor 1999 durch die pro-indonesische Miliz Aitarak zerstört. Der Stadtrat von Lissabon finanzierte 2001 den Wiederaufbau. Die Außenansicht wurde nach Vorbild des Originals wiederhergestellt, innen modernisierte man aber den Bau für die heutige Nutzung als Teil der UNTL. Zuvor wurde das Gebäude kurzzeitig als Regierungsbüro verwendet.
Gegenüber steht ein weiteres historisches Bauwerk, das ehemalige Verwaltungsgebäude der Sociedade Agrícola Pátria e Trabalho Lda. (SAPT).